# Huisorde van Oranje
De Huisorde van Oranje is een huisorde, dat wil zeggen een particuliere onderscheiding, die op 19 maart 1905 door koningin Wilhelmina der Nederlanden werd ingesteld. De orde wordt verleend aan Nederlanders, inwoners van de overzeese rijksdelen en vreemdelingen die zich verdienstelijk hebben gemaakt voor de koning(in) of het Koninklijk Huis. Het hoofd van het Huis van Oranje-Nassau is per 30 november 1969 automatisch grootmeester van de orde. De opeenvolgende hoofden waren de Nederlandse koninginnen Wilhelmina, Juliana en Beatrix. Koning Willem-Alexander is het huidige hoofd en dus grootmeester. Voor 1969 koos de grootmeester zijn of haar opvolger zelf.
Toekenningen van de orde gingen per hofbesluit en vallen formeel buiten de ministeriële verantwoordelijkheid. Tegenwoordig wordt het begrip Koninklijke Beschikking gebruikt.
Bij het hofbesluit van 30 november 1969 werd de orde veranderd. De Huisorde van Oranje kent sindsdien vier 'groepen': 1) de Huisorde; 2) de Orde van Trouw en Verdienste; 3) de Ere-medaille voor Kunst en Wetenschap en de Ere-medaille voor Voortvarendheid en Vernuft; 4) de Kroonorde. De Huisorde is de enige van de vier 'groepen' die kan worden toegekend aan "Nederlanders en Rijksgenoten Overzee" en de Kroonorde de enige die aan vreemdelingen kan worden toegekend. Over de bestemmingen van de andere twee groepen is niets bepaald.

## De Huisorde

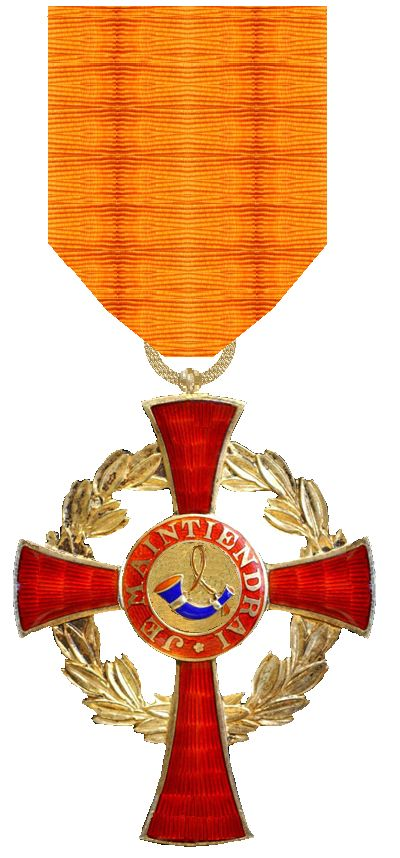
Erekruis van de Huisorde van Oranje

Deze onderscheiding wordt, volgens de statuten van de Huisorde, toegekend aan Nederlanders (in Nederland en in het buitenland) die zich "jegens Ons of Ons Huis bijzondere verdiensten hebben verworven". Deze orde wordt verleend in vier graden:
1. Grootkruis: 
Deze draagt een geëmailleerd kruis in goud dat 68 millimeter lang en 54 millimeter breed is aan een 101 millimeter breed oranje lint over de rechterschouder, dit tezamen met een ster op de linkerborst met daarop het medaillon van de Orde. De grootte van de ster is nooit vastgelegd.
2. Groot Erekruis: 
Deze graad draagt een geëmailleerd kruis in goud dat 68 millimeter lang 54 millimeter breed is aan een 55 millimeter breed oranje lint om de hals.
3. Erekruis: 
Het versiersel betreft een geëmailleerd kruis in goud dat aan een 37 millimeter breed lint op de linkerborst wordt gedragen.
4. Ridderkruis: 
Het versiersel betreft een kruis in zilver dat aan een 37 millimeter breed lint op de linkerborst wordt gedragen.

De versierselen zijn gelijk aan die van de eerdere grootkruisen, commandeurs, ridders der eerste klasse, en ridders der tweede klasse van de Huisorde van Oranje, zoals die tot 1969 bestond.
Het Erekruis is de hoogste graad waarin Nederlanders rechtstreeks kunnen worden opgenomen in de orde, met uitzondering van leden van de Koninklijke Familie die in een hogere graad kunnen worden opgenomen. Iemand kan echter in de orde worden bevorderd naar een hogere graad bij 'bijzondere verdiensten' na de eerste toekenning; hiervoor is eveneens een besluit van de Koning nodig. Promotie binnen de orde verloopt stapsgewijs, waarbij minimaal drie jaren moeten zijn verstreken na de initiële opname in de orde (art. 6 lid 2 van de Statuten). De graad van Ridderkruis is in principe bedoeld voor personen buiten het hof personeel, edoch ook verleend kan worden aan personen binnen de hofhouding.

## De Orde van Trouw en Verdienste

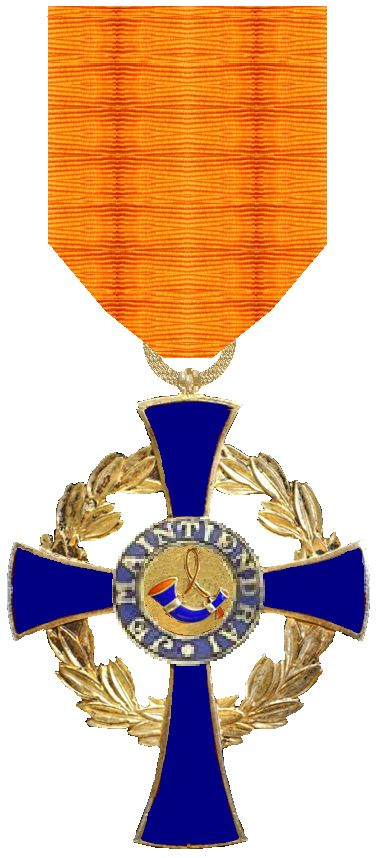
Kruis in Goud van de Orde van Trouw en Verdienste

De op 30 november 1969 ingestelde Orde van Trouw en Verdienste van het Huis Oranje-Nassau strekt tot onderscheiding van hen die het Koninklijk Huis door verdienstelijke en karaktervolle vervulling van hun taak of verrichting van hun dagelijks werk, eervol en trouw terzijde hebben gestaan. Over wie voor deze onderscheiding in aanmerking komt, is niets vastgelegd.
De orde kent twee graden:
1. Kruis in Goud: 
Dit geëmailleerd kruis in goud wordt aan een 37 millimeter breed lint op de linkerborst gedragen.
2. Kruis in Zilver: 
Dit geëmailleerd kruis in zilver wordt aan een 37 millimeter breed lint op de linkerborst gedragen.

Hofpersoneel kan de orde verleend krijgen in zilver (na vijfentwintig dienstjaren) en in goud na veertig dienstjaren. In de praktijk wordt deze orde vaak ook na een iets geringer aantal jaren verleend. De kruisen van de orde zijn gelijk aan die van een Erekruis in de Huisorde. Zij verschillen in de kleur van het emaille, dat is nassaublauw. Het lint is oranje.

## De Kroonorde

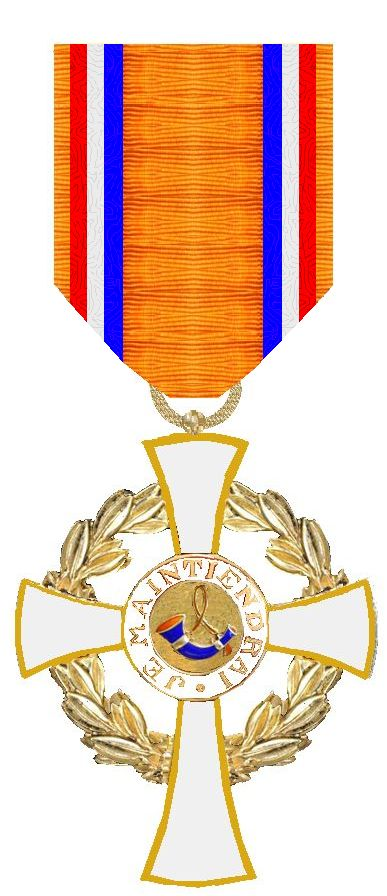
Erekruis van de Kroonorde

De Kroonorde wordt uitgereikt aan vreemdelingen die bijzondere diensten jegens het Koninklijk Huis hebben bewezen.
De orde is opgedeeld in vijf graden:
1. Grootkruis
2. Groot Erekruis met plaque
3. Groot Erekruis
4. Erekruis met rozet
5. Erekruis

De orde kent drie eremedailles:
1. goud
2. zilver
3. brons

De kruisen van de orde zijn gelijk aan die van een Erekruis in de Huisorde. Zij verschillen in de kleur van het emaille, dat wit is. Het lint is oranje met banen in de kleuren van de nationale Nederlandse vlag.

## Eremedaille voor Kunst en Wetenschap en voor Voortvarendheid en Vernuft
Deze groep kent twee types eremedailles, die voor Kunst en Wetenschap en voor Voortvarendheid en Vernuft. De medailles zijn thans losgekoppeld van de Huisorde en kennen beide nog maar één graad: goud. Deze eremedailles worden en werden heel zelden toegekend. De onderscheiding heeft daarom veel aanzien in Nederland. Over wie voor deze onderscheiding in aanmerking komt, is niets vastgelegd.

### Eremedaille voor Kunst en Wetenschap
De Eremedaille voor Kunst en Wetenschap wordt toegekend aan personen die zich bijzonder verdienstelijk hebben gemaakt in de kunst of de wetenschap tegenover de maatschappij en tegenover de koning(in) of het Koninklijk Huis.

### Eremedaille voor Voortvarendheid en Vernuft
Dezelfde hoge onderscheiding als die van Kunst en Wetenschap kan worden uitgereikt aan mensen met overeenkomstige verdiensten op andere gebieden dan op die van kunst en wetenschap. De ministers Den Uyl, Van Agt en De Gaay Fortman werden hiermee door koningin Juliana onderscheiden vanwege hun voortvarende oplossing van een gijzeling in Nederland.

## De Huisorde bij zijn instelling in 1905 en de later ingestelde graden

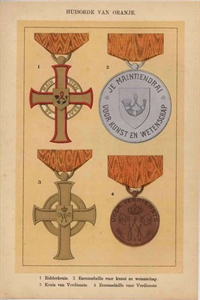
Versierselen van de Huisorde van Oranje op een litho uit 1905

In deze vorm heeft de Huisorde tot 30 november 1969 bestaan:
- Grootmeester

Deze functie werd bekleed door Wilhelmina. De ordestatuten gaven de grootmeester tot 1969 het recht om zelf een opvolger te benoemen. De grootmeester draagt geen bijzondere ordetekenen maar het is niet ongebruikelijk voor een grootmeester van een orde om de insignia van de orde te dragen.
- Grootkruis

Deze draagt een kruis dat 68 millimeter lang 54 millimeter breed is aan een 101 millimeter breed oranje lint over de rechterschouder en een ster met het medaillon van de Orde. De grootte van de ster is nooit vastgelegd.
- Grootofficier

Deze droeg ditzelfde kruis aan een oranje lint om de hals en een medaillon in een "ruit", bedoeld was een ster of plaque, met het medaillon van de Orde op de linkerborst.
- Commandeur

Deze droeg ditzelfde kruis aan een 55 millimeter breed oranje lint om de hals.
- Officier

De officier droeg, naar Duitse trant, een "steckkreuz". Het van een pin voorziene kruis, het is iets kleiner dan dat van de drie hoogste rangen, wordt zonder lint op de linkerborst bevestigd.
- Ridder der 1e klasse

De ridders der Eerste Klasse droegen hun, weer iets kleinere, kruis aan een 37 millimeter breed lint op de linkerborst.
- Ridder der 2e klasse (sinds 1908)

Zij droegen dit kruis in zilver in plaats van goud aan een 37 millimeter breed lint op de linkerborst
- Eremedailles in zilver en brons

De eremedailles droegen een medaille met een gestileerd monogram "W" aan een 37 millimeter breed lint op de linkerborst.
- Gouden Kruis van Verdienste

Dit ongeëmailleerde gouden ordekruis werd aan een 37 millimeter breed lint op de linkerborst gedragen. Dames droegen een iets kleiner kruis aan een strik op de linkerborst.
- Zilveren Kruis van Verdienste

Dit ongeëmailleerde zilveren ordekruis werd aan een 37 millimeter breed lint op de linkerborst gedragen. Dames droegen een iets kleiner kruis aan een strik op de linkerborst
- Eredame

Eredames droegen een iets kleiner kruis van de orde aan een strik op de linkerborst.
- Eremedaille voor Kunst en Wetenschap in goud en zilver

Deze medailles werden aan een 55 millimeter breed oranje lint om de hals gedragen.
- Eremedaille voor Voortvarendheid en Vernuft in goud, zilver en brons (sinds 1917)

Deze medailles werden aan een 55 millimeter breed oranje lint om de hals gedragen, met een zilvermerk in de ring, in de rand van de medaille of op de medaille.
- Medaille voor Moed en Zelfopoffering (sinds 1910)

De medaille werd wel geslagen, maar nooit verleend. Volgens het statuut zouden militairen de ovale medaille aan een 55 millimeter breed oranje lint onder de kraag van het uniform om de hals moeten dragen. Deze draagwijze komt overeen met die van het IJzeren Kruis. Burgers zouden de medaille aan een 37 millimeter breed lint op de linkerborst dragen.

## Geschiedenis van de Huisorde van Oranje

### De aanloop
Het Huis van Oranje heeft, al had dat gezien de soevereiniteit over het prinsdom gekund, nooit een huisorde bezeten. In het Huis Nassau heeft de Très Noble Ordre de la Fidélité slechts een korte en onbeduidende rol gespeeld.
In de 19e eeuw was dat voor de koningen geen bezwaar; koning Willem I kon vrijelijk over de Nederlandse ridderorden beschikken en deze naar goeddunken verlenen. De gewoonte om veel te reizen of staatsbezoeken af te leggen en daarbij talloze onderscheidingen te verlenen, ontstond pas in de late 19e eeuw.
De Orde van de Eikenkroon werd door groothertog Willem II van Luxemburg gesticht. Het Groothertogdom Luxemburg was tot 1890 in een personele unie met Nederland verbonden. Groothertog Willem II die in Nederland regeerde als koning Willem II der Nederlanden besloot vlak voor de invoering van de Luxemburgse grondwet een Luxemburgse ridderorde in te stellen.
De Orde van de Eikenkroon was formeel gezien een zuiver Luxemburgse aangelegenheid en geen huisorde. Willem II verleende deze orde niet vaker dan 30 maal.
Koning Willem III nam zijn toevlucht tot het verlenen van deze Luxemburgse orde, omdat hij zich door de ministers-presidenten, Thorbecke voorop, gehinderd voelde in het verlenen van ridderorden, een belangrijk instrument in het koninklijke patronaat.
Op de dag van zijn inhuldiging verleende koning Willem III 300 kruisen van de Orde van de Eikenkroon; er volgden nog duizenden. De koning verleende de onderscheiding zo vaak binnen Nederland dat men de orde hier als een Nederlandse huisorde, buiten de controle van de ministerraad, ging zien. In het buitenland sprak men over deze orde dan ook als "Nederlands".
De Orde van de Eikenkroon werd 2686 maal aan Nederlanders verleend en slechts 710 maal aan Luxemburgers. De twee koning-groothertogen namen 2456 buitenlanders op in hun Luxemburgse orde. Benoemingen aan het hof en binnen de koninklijke familie verklaren slechts een deel van het aantal benoemingen.
Ook de in 1858 ingestelde en tegen de zin van de Nassause co-grootmeester in Nederland in vijf graden verleende Orde van de Gouden Leeuw van Nassau, werd in Nederland geregeld, maar minder vaak verleend.
In feite was ook de ministerraad de huisorden als een aanvulling op de Nederlandse decoraties gaan zien. Wanneer een benoeming in de exclusieve Orde van de Nederlandse Leeuw niet op zijn plaats leek, vroegen de ministers de koning of hij een ridderkruis van de Orde van de Eikenkroon kon toekennen. De anders vaak zo zuinige Willem III betaalde al deze flonkerende onderscheidingen uit eigen zak.
De oprichting van een tweede orde van verdienste werd overwogen, maar de ministers verwachtten geen steun in de Tweede Kamer, die in meerderheid niet gecharmeerd was van de ridderorden en gepikeerd omdat de begroting van de ridderorden ieder jaar fors overschreden werd.
De Grondwet leek duidelijk: "Ridderorden worden bij wet ingesteld", zo staat er sinds 1815. De instelling van een orde kon dus niet buiten de kamers om geschieden en de Orde van de Eikenkroon vervulde de rol van de huidige Orde van Oranje-Nassau.

### Het ontstaan van de huisorde
In de negentiende eeuw was al door kamerleden de mogelijkheid geopperd om een huisorde in te stellen zodat het aantal benoemingen in de als exclusief ervaren Orde van de Nederlandse Leeuw, en ook het beslag op de rijksbegroting door het decoreren van de familie en relaties van de koning, af zou nemen. Het kwam er niet van.
Op 23 november 1890 overleed koning Willem III en op datzelfde moment gingen twee van de vier ridderorden voor Nederland verloren. Koningin Wilhelmina volgde haar vader immers wél op in Nederland, maar niet in Luxemburg. Zo ging de Luxemburgse Orde van de Eikenkroon voor de Nederlandse Kroon verloren, om reden dat Willem III de Orde van de Gouden Leeuw van Nassau bij de oprichting op 31 maart 1858 formeel tot Luxemburgse Orde had bestemd. De Orde van de Gouden Leeuw van Nassau was daarmee een huisorde in het Hertogdom Nassau en een staatsorde in Luxemburg. De orde werd immers gedeeld met de oudere Walramse tak van het Huis Nassau, dat in het Hertogdom van die naam regeerde. Nu volgde op grond van het huisverdrag diezelfde, in 1866 in zijn eigen hertogdom onttroonde Nassause hertog zijn verre Nederlandse verwant op in Luxemburg.
Al bij de begrafenis van de koning moesten veel hoge bezoekers volgens het protocol gedecoreerd worden en was alleen de Orde van de Nederlandse Leeuw beschikbaar. Deze tientallen grootkruisen en commandeurskruisen drukten in 1890 zwaar op de begroting van orden. De Tweede Kamer was niet te spreken over de extra kosten en vroeg om inzage in de lijst van gedecoreerden. Ook toen werden onderscheidingen aan vreemdelingen niet in de Staatscourant gepubliceerd. De kamerleden suggereerden ook nu de mogelijkheid om een huisorde te stichten. Op 19 oktober 1891 concludeerde de Tweede Kamer dat "De koningin wellicht buiten de wettelijke regeling een huisorde kan instellen". De Tweede Kamer stond dus aan de wieg van de Huisorde van Oranje.
In 1892 werd bij wet, zoals de grondwet eist, de Orde van Oranje-Nassau ingesteld. Ook nu brachten de kamerleden de stichting van een huisorde ter sprake. Bij de discussie werd opgemerkt dat een dergelijke orde, zo hij niet bij wet werd ingesteld, ook geen Nederlandse orde zou zijn. Er gebeurde in eerste instantie niets.
Na haar inhuldiging en huwelijk heeft koningin Wilhelmina veel gereisd. Daarbij moesten naar de zede van de tijd vele tientallen decoraties worden verleend. De Tweede Kamer maakte in 1900 en 1901 bezwaar tegen de forse overschrijdingen van de begroting, die voortkwamen uit de inhuldiging, het bezoek aan de wereldtentoonstelling in Parijs en het koninklijke huwelijk.
Als reactie schreef koningin Wilhelmina in 1903 aan de minister van Financiën dat zij "de decoratiën aan vreemdelingen, zowel bij Hoogstederzelven reizen als bij die van Zijne Koninklijke Hoogheid de Prins der Nederlanden voor eigen rekening zou nemen". De koningin zou daarmee het voorbeeld van haar vader hebben gevolgd. De brief werd in het Kabinet van de Koningin ad acta gelegd. Het is onbekend of er ooit gevolg aan de toezegging is gegeven.
In 1904 ondernamen Wilhelmina en haar gemaal prins Hendrik stappen om tot een huisorde te komen. Er is een brief uit februari van dat jaar, waarin Hendrik in zijn vaderland Mecklenburg-Schwerin laat navragen onder welke voorwaarden de Huisorde van de Wendische Kroon werd verleend.
Op 24 maart liet de directeur van het Kabinet van de Koningin bij de ministerraad navragen of er grondwettelijke bezwaren tegen het stichten en buiten de "tussenkomst van de Heeren Ministers" verlenen van een huisorde bestonden. De koningin liet ook weten dat zij voornemens was om de Orde van de Gouden Leeuw van Nassau te verlenen, en wel op "den voet van de Overeenkomst gesloten tusschen Zijne Majesteit Koning Willem III en Zijne Hoogheid den Hertog van Nassau". De ministerraad besprak de kwestie en ontdekte dat er veel constitutionele haken en ogen waren. Het onderzoek zou tijd vergen en diverse ministers en ministeries begonnen, tot teleurstelling van Wilhelmina die bij haar aanstaande reis naar Italië graag een huisorde wilde beschikken, uitvoerige nota's uit te wisselen. De premier Abraham Kuyper schreef de koningin op 2 april dat er "gewichtige vragen van Historische en Staatsrechtelijke aard" werden opgeworpen. Het ging om het volgende:
- Wat heeft de regering met huisorden van doen wanneer dat woord in wet en grondwet niet voorkomt.
- Kan men in Nederland wel, net als in Duitse vorstendommen, een huisorde instellen?
- Kan een constitutioneel koning huisorden stichten, zoals een absoluut vorst dat kan of kon?
- Kan de persoon van de koning het ene ogenblik ons staatshoofd zijn en op een ander moment een hoofd van een linie van een vorstelijke familie?
- Is er wel een verschil tussen huisorden en de door de Grondwet bedoelde ridderorden?
- Welke rol spelen de ministers, de "verantwoordelijke raadslieden van de kroon" bij toekenningen van huisorden? Voor de vragen en problemen rond de (her)oprichting van de Orde van de Gouden Leeuw van Nassau, zie aldaar.

De ministers en de om raad gevraagde Raad van State en Hoge Raad van Adel hebben langdurig en diepgaand overlegd, maar er is geen overeenstemming bereikt. In een minderheidsstandpunt liet de liberale staatsraad Pieter Cort van der Linden vastleggen dat een koning zonder de ministers geen regeringsdaden kon verrichten. De meerderheid van de Raad van State achtte het stichten van een huisorde wel mogelijk wanneer deze "geen burgerlijke of militaire diensten aan de staat bewezen" beloont.
De Hoge Raad van Adel (zij kende vijf leden) was ook verdeeld. Daar zag men, anders dan in de Raad van State, in meerderheid een huisorde als een orde in de zin van de grondwet. Dat betekende dat de koning geen huisorden kon stichten of verlenen. De minderheid keek vooral naar de grondwettelijke bepaling dat "de Koning zijn Huis naar eigen goedvinden inricht".
Dit laatste argument gaf uiteindelijk de doorslag. De Ministerraad maakte in een brief van 7 januari 1905 geen bezwaar tegen de instelling van een huisorde. Over de kosten werd in geen van de genoemde vergaderingen gesproken en de Staten-Generaal werden niet bij de instelling van de Huisorde van Oranje betrokken. Gezaghebbende juristen hebben uit het voorgaande geconcludeerd dat de huisorden geen Nederlandse orden in de zin van de strafwet zijn. Men kan worden vervolgd wanneer men zonder recht een Nederlandse ridderorde draagt. Bij een ten onrechte gedragen huisorde is dat niet het geval.
Voor het ontwerp van de orde werden diverse juweliers en edelsmeden benaderd. De keus viel op een ontwerp van de Duitser August Witte. Het ordekruis was van goud met een rode bies met een gouden wapenschild waarop een in blauwe emaille uitgevoerde hoorn van het prinsdom Oranje te zien is. De ordespreuk stond in een opengewerkte band tussen de armen van het kruis. Na Witte's overlijden in 1908 werd de fabricage overgenomen door De Koninklijke Utrechtse Fabriek van Zilverwerken (Koninklijke Begeer).
Deze fabriek leverde veel fraaiere onderscheidingen dan Witte en kwam met een nieuw ontwerp voor een kruis dat nu geheel geëmailleerd zou zijn. Het kruis, dat ook nu nog gebruikt wordt, is een Latijns kruis met een medaillon waarop een in blauwe emaille uitgevoerde hoorn binnen een helderrood geëmailleerde band met in gouden letters het motto "Je maintiendrai" te lezen is. Tussen de armen kwam een krans van bladeren van de oranjeboom.
De vele verschillende en zonder veel systeem ingestelde medailles voor kunsten, zangkunst en wetenschap, die door de kunstlievende koning Willem III werden verleend, werden vervangen door een medaille die deel uitmaakte van de Huisorde. De dragers van de gouden eremedaille staan volgens het statuut van de orde gelijk aan de graad van grootofficier in de Huisorde van Oranje. De dragers van de zilveren eremedaille gelijk aan de officieren en de dragers van de in 1917 ingestelde bronzen eremedaille zijn in rang gelijk aan de ridders.

### De Huisorde onder koningin Wilhelmina
Op 19 maart 1905 stelde koningin Wilhelmina in een in Den Haag opgemaakte akte de Huisorde van Oranje in. De orde was "een eereteken dat kon worden toegekend aan personen, hetzij Nederlanders, hetzij vreemdelingen, die zich verdienstelijk hadden gemaakt ten aanzien van Ons of Ons Huis". Op deze dag benoemde de koningin A.J.C. baron van Pallandt van Neerijnen tot de eerste kanselier van de orde. De eersten die in de orde werden opgenomen waren koningin Emma, prins Hendrik en Wilhelmina's achternicht prinses Marie, op dat moment de enige prinses der Nederlanden.
Van de mogelijkheid om de huisorde - het leek wel om hún huisorde te gaan - te verlenen, maakten Wilhelmina, Hendrik en Emma royaal gebruik. Ook de prins-gemaal en de voormalige regentes namen een aantal huisorden mee op reis om deze naar het uitkwam te verlenen. Aan deze spontane verleningen die later door een besluit van de grootmeesteres werden gesanctioneerd kwam na enige tijd een einde. Een bijzondere verlening van de Huisorde was de benoeming tot "eredame" in de Huisorde van prinses Juliana. Koningin Wilhelmina benoemde zichzelf bij die gelegenheid ook tot eredame. Daarmee werd onderstreept dat deze rang niet hoger of juist lager is dan die van de grootkruisen. Achttien jaren na haar troonsafstand werd Juliana, opnieuw prinses, door haar dochter in 1998 tot Grootkruis benoemd.
De grootmeesteres van het Pruisische hof, gravin van Brockdorff, geboren baronesse de Loën, kreeg een Huisorde met diamanten verleend. Anders dan in het in deze zaken royalere Duitsland vaak het geval was ging het om splintertjes die de naam "briljant" nauwelijks mogen dragen.
 Deze bijzondere, in de statuten niet voorziene en eenmalig gebleven, benoeming tot Eredame "met briljanten" was om protocollaire redenen nodig. Het hof van de Duitse keizer en keizerin was zo groot en in zoveel rangen en standen verdeeld dat het protocollair nodig was om voor de gravin een passende onderscheiding in het leven te roepen.
Keizer Wilhelm van Duitsland toonde zich vereerd met de ook aan hem verleende orde. Hij was zeer gehecht aan zijn titel van "Prins van Oranje" en trots op zijn afstamming van Willem de Zwijger. Over de kleur van het lint merkte hij op dat dit gelijk was aan dat van zijn "Hoge Orde van de Zwarte Adelaar". De Nederlandse gezant kon de keizer geruststellen. De huisorde wordt over een andere schouder gedragen en verwarring kon daarom niet ontstaan.
De dirigent Mengelberg werd in 1913 onderscheiden met de gouden Eremedaille voor Kunst en Wetenschap. Hij deelde deze eer met de dichter Willem Kloos, die de medaille in zilver verleend kreeg.
Tijdens de Eerste Wereldoorlog werden vier jaar alleen jubilea van hovelingen aangegrepen om huisorden te verlenen. In 1918 werden de eerste Eremedailles voor Voortvarendheid en Vernuft verleend. Een aantal officieren kreeg een onderscheiding voor technische innovaties en in het geval van Henri Koot voor het ontcijferen van de codetelegrammen van andere regeringen. In 1924 volgden de drie bemanningsleden van de Uiver, het eerste vliegtuig dat naar Nederlands-Indië vloog. Zij ontvingen de medaille in zilver.
In de jaren '20 en 30 van de twintigste eeuw leek koningin Wilhelmina uitgekeken op haar huisorde in het bijzonder en ridderorden in het algemeen. Steeds wanneer de begroting besproken werd, drong Wilhelmina erop aan de orde te schrappen. Haar hofcommissie, een raad van haar grootofficieren, voelde daar niet voor en van opheffing of versobering kwam niets.
Tijdens de Tweede Wereldoorlog verleende de koningin geen huisorden. Bij terugkomst in Nederland bepaalde zij op 12 november 1945 dat er uitsluitend eremedailles en kruisen van verdienste zouden worden toegekend. Tot Wilhelmina's teleurstelling nam het leven in Nederland al snel weer zijn oude gangetje en de hofcommissie wist al in december de verlening van decoraties, er waren ook grootkruisen bij, aan geallieerde militairen door te zetten. In januari volgden de eerste Nederlanders.
Na de oorlog werd de Huisorde gezuiverd, waarbij men de statutaire procedure die daarvoor was voorzien negeerde. Koningin Wilhelmina stelde op 11 maart 1947 vast dat een "eerloze daad" zou leiden tot uitsluiting uit de Huisorde. Mengelberg, die in de oorlog had gedirigeerd, terwijl Arthur Seyss-Inquart in de zaal zat, verloor zijn gouden ere-medaille door een niet gelegitimeerd besluit van koningin Wilhelmina. In 1945 werden de bevelhebbers van de geallieerde legers die Nederland bevrijdden met hoge onderscheidingen vereerd. Naast de Militaire Willems-Orde, de Orde van de Nederlandse Leeuw en de Orde van Oranje-Nassau werd daarbij ook gebruikgemaakt van de Huisorde van Oranje.

### De huisorde onder koningin Juliana
Juliana was Eredame in de Huisorde van Oranje. Deze graad, die in de statuten geen plaats in de hiërarchie van de graden van de orde kreeg, werd haar door haar moeder toegekend. Als koningin en grootmeesteres heeft Juliana zichzelf niet tot Grootkruis in de orde benoemd. Ster en grootkruis lagen wel op een kussen voor haar baar in Paleis Noordeinde.
De eerste decennia van haar regering werd de Huisorde als altijd verleend, maar in de jaren 60 toen ook vruchteloze pogingen werden ondernomen om het stelsel van de Nederlandse staatsorden een meer eigentijds karakter te geven heeft de koningin daarbij ook de Huisorde betrokken. Deze orde voldeed in de ogen van de vorstin niet meer; er waren rangen en graden die nooit werden verleend en een orde met zoveel graden paste niet meer in de meer en meer egalitaire maatschappij. Zij wenste een herziening die de rechten van het lagere hofpersoneel niet zou aantasten en waarbij de hogere rangen vooral voor verdienste en niet bij jubilea zouden worden verleend.
De commissie Houben heeft de koningin desgevraagd geadviseerd om geen huisorden meer te verlenen bij staatsbezoeken en in het vervolg Nederlanders buiten de koninklijke familie alleen nog in de laagste graad van de orde te benoemen. Later kon dan bevordering volgen. De commissie adviseerde ook de instelling van een Orde van Trouw en Verdienste met ridders in twee graden.
De uiteindelijke ingreep van de koningin was zeer excentriek en eigengereid; toen de kanselarij van de Huisorden niet met een voor haar bevredigend voorstel kwam, heeft de koningin op 30 november 1969 in een hofbesluit de orde in drieën gehakt. Er ontstonden dus drie orden die samen één huisorde zijn. Dat is juridisch vreemd, maar niet onmogelijk. Dat deze huisorden geen leden of ridders kennen en er alleen "kruisen" zijn, is niet te verenigen met de aard van een ridderorde. Een orde is immers een instituut die een groep mensen omvat en van oudsher een gemeenschap is.

Het vermijden van de term "ridder" in de vernieuwde huisorde is een omstreden ingreep van de vorstin.
In afwijking van het ingebrachte advies werd er ook een Kroonorde ingesteld die, zo staat in het hofbesluit, bij staatsbezoeken dienst zou doen. Ook nu kwam van een scheiding van de huisorden en staatsorden niets terecht.
Een door de koningin en prins zeer gewaardeerde Engelandvaarder, J.S. Noach, werd in 1969 met een erekruis in de Huisorde onderscheiden, omdat hij het Kruis van Verdienste niet had gekregen. Hier werd de huisorde dus meteen weer gebruikt om de onderscheidingen van de staat aan te vullen.
De koningin verleende Grootkruisen in de Huisorde aan haar schoonzoons Claus van Amsberg en Pieter van Vollenhoven. Ook prins Carlos Hugo van Bourbon-Parma werd bij zijn huwelijk het Grootkruis in de Huisorde verleend. De volgende schoonzoon, Jorge Guillermo werd, hij was immers geen Nederlands onderdaan, grootkruis in de Kroonorde.
Na de bezetting van de Franse Ambassade in Den Haag heeft koningin Juliana op 19 september 1974 haar tevredenheid over de afwikkeling van deze terreuractie betuigd door de vier meest betrokken ministers, Den Uyl, Van Agt, De Gaay Fortman en Van der Stoel, de Ere-Medaille voor Voortvarendheid en Vernuft te verlenen. Deze verlening geschiedde niet onder (hun eigen) ministeriële verantwoordelijkheid.

### De huisorde onder koningin Beatrix
Bij het hofbesluit van 1969 werd Beatrix op 30 april 1980 bij haar installatie tot koningin automatisch grootmeesteres. Beatrix maakte spaarzaam gebruik van de huisorde. Bij staatsbezoeken verleende zij geregeld het Grootkruis in de Kroonorde aan de echtgenotes van bezoekende presidenten en de hof- en huishoudingen werden met decoraties in de Kroonorde en de Orde van Oranje-Nassau bedacht. Van de in 1905 en in 1968 nagestreefde scheiding van de staats- en huisorden is ook tijdens haar regering niets terechtgekomen. De intentie was er wel, maar de protocollaire realiteit dwong het hof en het Ministerie van Buitenlandse Zaken steeds weer tot concessies. De invoering van de Herinneringsmedaille Buitenlandse Bezoeken heeft ervoor gezorgd dat er minder vaak een beroep op de huisorden en de Orde van Oranje-Nassau hoefde te worden gedaan.
Opvallend zijn de vele huisorden, meestal erekruisen, die aan de artsen van de veelvuldig zieke prinsen Claus en Bernhard werden verleend. Beatrix' persoonlijke voorkeur en interesse blijkt uit de toekenning van de Eremedaille voor Kunst en Wetenschappen aan Nederlandse en buitenlandse kunstenaars. Zo werden schrijfster Hella Haasse, ballerina Alexandra Radius, NDT-medeoprichter Carel Birnie, cellist en dirigent Mstislav Rostropovitsj en dirigent Bernard Haitink met deze prestigieuze eremedaille onderscheiden, evenals kunsthistoricus Rudi Fuchs (nodigde Beatrix uit als gastconservator), beeldend kunstenaar Peter Struycken (ontwierp de postzegel met het portret van de vorstin weergegeven in puntjes), restauratie-expert Anne van Grevenstein-Kruse (restauratie Oranjezaal, Paleis Huis ten Bosch), kunstenares Ria van Eyk ("Sterrenhemeltapijt", Paleis op de Dam) en beeldhouwer André Volten (opdracht huwelijksgeschenk Willem-Alexander en Máxima).
De sterren en grootlinten van de Huisorde van Oranje werden tijdens de laatste regeringsjaren van koningin Beatrix op prinsjesdag gedragen door de Nederlandse prinses Laurentien. De sterren en linten lagen ook voor de kisten van de opgebaarde prinsen Claus en Bernhard en voor de baar van prinses Juliana.

### De Huisorde onder koning Willem-Alexander
De koning droeg tijdens zijn inhuldiging geen miniatuur van de Huisorde van Oranje. Op 9 januari 2014 bracht het Nederlandse leger een vaandelgroet aan de nieuwe koning. In de volgens de voorgeschreven Pruisische opmaak opgemaakte reeks onderscheidingen die de koning toen op de linkerborst droeg, kreeg het kruis van zijn huisorde een plaats ná het kruis van de Militaire Willems-Orde.
In 2023 werd een vierde ridderlijke graad van de Huisorde van Oranje ingevoerd, genaamd het ‘Ridderkruis’ (vergelijkbaar met de ridders 2e klasse zoals die tot 1969 bestond). Deze onderscheiding is aanvankelijk bedoeld voor personen buiten het hofpersoneel, maar kan ook worden verleend aan personen binnen de Hofhouding. Deze nieuwe graad volgt in rang op het ‘Erekruis’.